# Aphyodite
Genre
Aphyodite est un genre de poissons sud-américains de la famille des Characidae, qui ne comporte qu'une seule espèce .

## Liste des espèces
- Aphyodite grammica Eigenmann, 1912